# Auchenipterichthys thoracatus
Auchenipterichthys thoracatus – gatunek słodkowodnej ryby sumokształtnej z rodziny Auchenipteridae.

## Występowanie
Gatunek ten występuje w dorzeczu Amazonki.

## Opis
Auchenipterichthys thoracatus jest pospolitym gatunkiem w jeziorach zalewowych. Poluje w nocy. Zwykle osiąga 10–12 cm długości. Maksymalna zarejestrowana długość to 13,8 cm, maksymalna masa ciała to 62,39 g. Dorosłe osobniki żywią się rybami.
Jest to popularna ryba akwariowa.

## Hodowla w akwarium
Gatunek ten jest łatwy w hodowli i wytrzymały. Jest aktywny nocą. Jest to ryba towarzyska. Należy ją hodować w większej liczbie osobników. W silnie rozproszonym świetle można ją zobaczyć pływającą w akwarium również w ciągu dnia. Niezbędne jest budowanie dla niej kryjówek dziennych. Sumik ten kotwiczy się między kamieniami i korzeniami, w szparach i szczelinach za pomocą szeroko rozpostartych kolców płetw piersiowych. W ciemności przeczesuje dno w poszukiwaniu pokarmu. Należy je karmić wybiórczo.

### Woda
Temperatura 20–25 °C, pH 6,0–7,0
Pokarm: oczliki (Cyclops), larwy muchówek, rureczniki (Tubifex), rozwielitki; w tabletkach i płatkach.